# Antimilitarisme

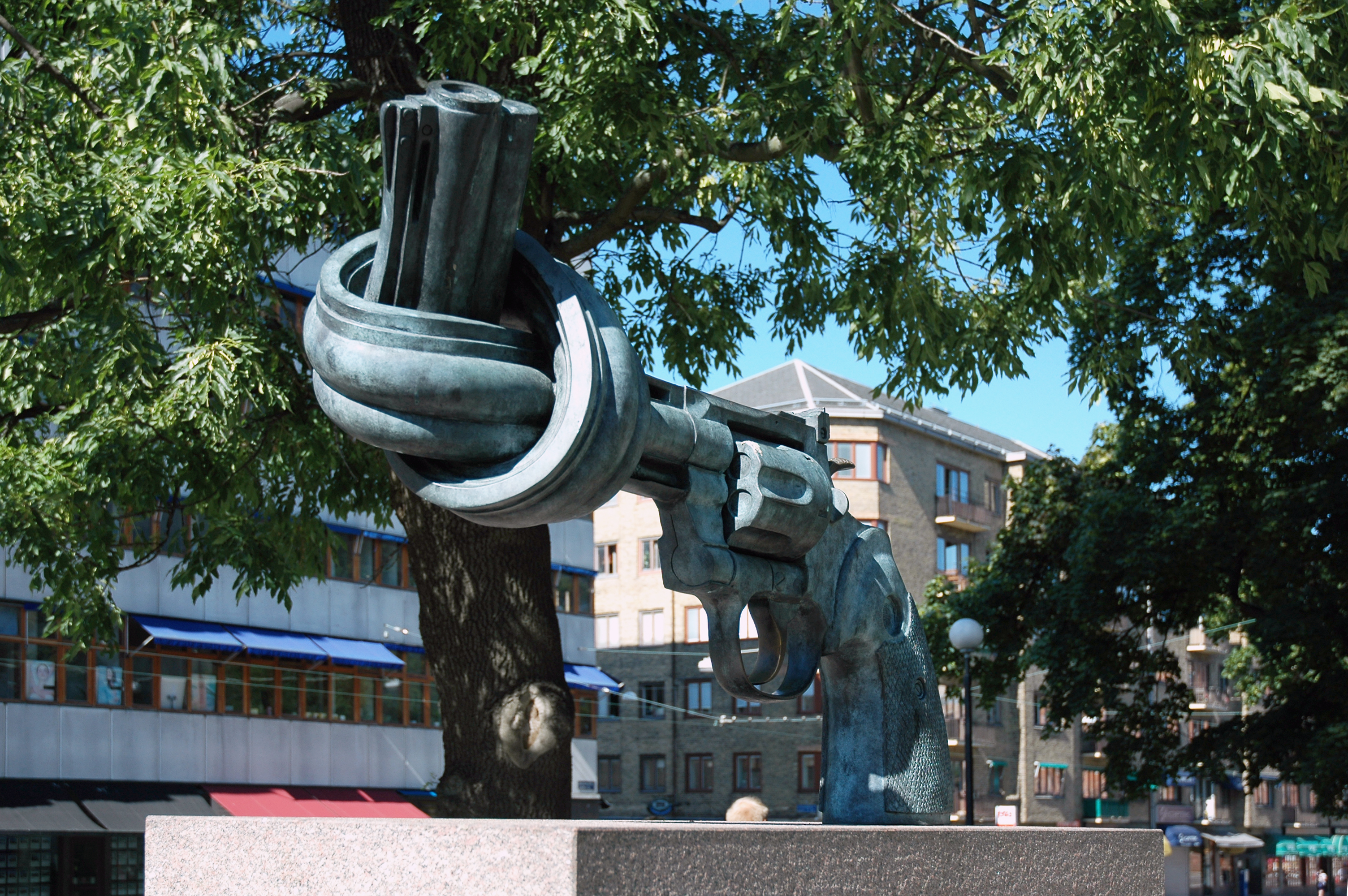
Een kunstwerk tegen het militarisme, in Göteborg, Zweden

Antimilitarisme betekent letterlijk tegen-militarisme. Het is niet zozeer een ideologie, het is beter te spreken van een tegenbeweging, een reactie op het militarisme.
Door slordig gebruik van het begrip zijn "anti-militair", dat wil zeggen gekant tegen het bestaan van een krijgsmacht en "antimilitaristisch", gekant tegen een overdreven militair vertoon, vaak door elkaar gebruikt. Het onderscheid is daardoor vervaagd.
Het verschil met het pacifisme is dat het antimilitarisme, alleen tegen het militarisme is en in principe niet tegen geweld, zoals individuele zelfverdediging.

## Geschiedenis van het antimilitarisme in Nederland
Het militarisme is in de loop van de geschiedenis van vorm veranderd en heeft afhankelijk van land en politiek stelsel een eigen uiterlijk. Het antimilitarisme heeft die veranderingen meestal gevolgd.

### 1870-1914
Nederland was in de 19e eeuw geen militaristisch land. Vergeleken met zijn buurlanden speelde het leger een bescheiden rol. Militaristische tendensen waren wel waarneembaar bij het ophemelen van vlootvoogden uit de Gouden Eeuw en het kritiekloos ophemelen van de vaak zeer gewelddadige verovering van de Buitengewesten van Nederlands-Indië. In de negentiende eeuw ontstond in Nederland naast het militarisme ook het antimilitarisme. Hoewel er sprake was van een glijdende schaal kon het antimilitarisme worden opgesplitst in twee delen. Het antimilitarisme dat was gebaseerd op het socialisme en het antimilitarisme dat was gebaseerd op het christelijk geloof.
Het religieuze antimilitarisme kwam voornamelijk tot uiting in het weigeren van de dienstplicht. Daarbij was geen sprake van verzet tegen de Nederlandse staat en haar instituties. Jongens wilden niet in dienst treden van de Koningin omdat ze al ‘in dienst waren van de Heer’. Zij werden antimilitaristen genoemd omdat voor de Tweede Wereldoorlog iedereen die tegen de dienstplicht was zo werd genoemd. Tegenwoordig zouden wij deze religieuze antimilitaristen eerder pacifisten noemen.
Het socialistische antimilitarisme kwam tot uiting door het weigeren van de dienstplicht (het antimilitarisme van de daad), het aanzetten en oproepen tot revolutie en het tegenwerken van oorlog en oorlogsvoorbereiding door middel van stakingsoproepen en sabotage. Het leger werd geassocieerd met de heersende klasse en iedere socialist of anarchist was ‘automatisch’ antimilitarist. Het militarisme werd gezien als pijler van de kapitalistische maatschappij.
Het was dan ook noodzakelijk dat voor een vrije socialistische maatschappij het militarisme moest verdwijnen. Hier waren geen compromissen in mogelijk. De politiek van de sociaaldemocratische SDAP (rond 1890) werd door antimilitaristen afgewezen omdat de SDAP een volksleger, alleen bedoeld voor de verdediging van het eigen grondgebied, voorstond.

### 1914-1918
Vele antimilitaristen hadden grote kritiek op de Sovjet-Unie toen die net na de revolutie van 1917 een nieuw leger opzette. Zij spraken van het Rode Militarisme.
Ook stond het antimilitarisme voor de bevrijding van de inheemse bevolking van overzeese gebieden. Antimilitaristen waren zeer gekant tegen, zoals men het in linkse kring noemde,"sturen van Hollandse jongens om de woekerwinsten van de bourgeoisie in de Oost veilig te stellen". "Indië los van Holland"’ was een eis die al in 1870 voor het eerst werd gesteld.
De dienstplichtige soldaat werd gezien als "een broeder in wapenrok"’. Een mede-arbeider die door de dienstplicht aan de andere kant van de scheidslijn stond. Er werden vele pamfletten verspreid bij de kazernes om de soldaten op te roepen niet te schieten op hun "broeders" tijdens stakingen en betogingen.

### 1918-1945

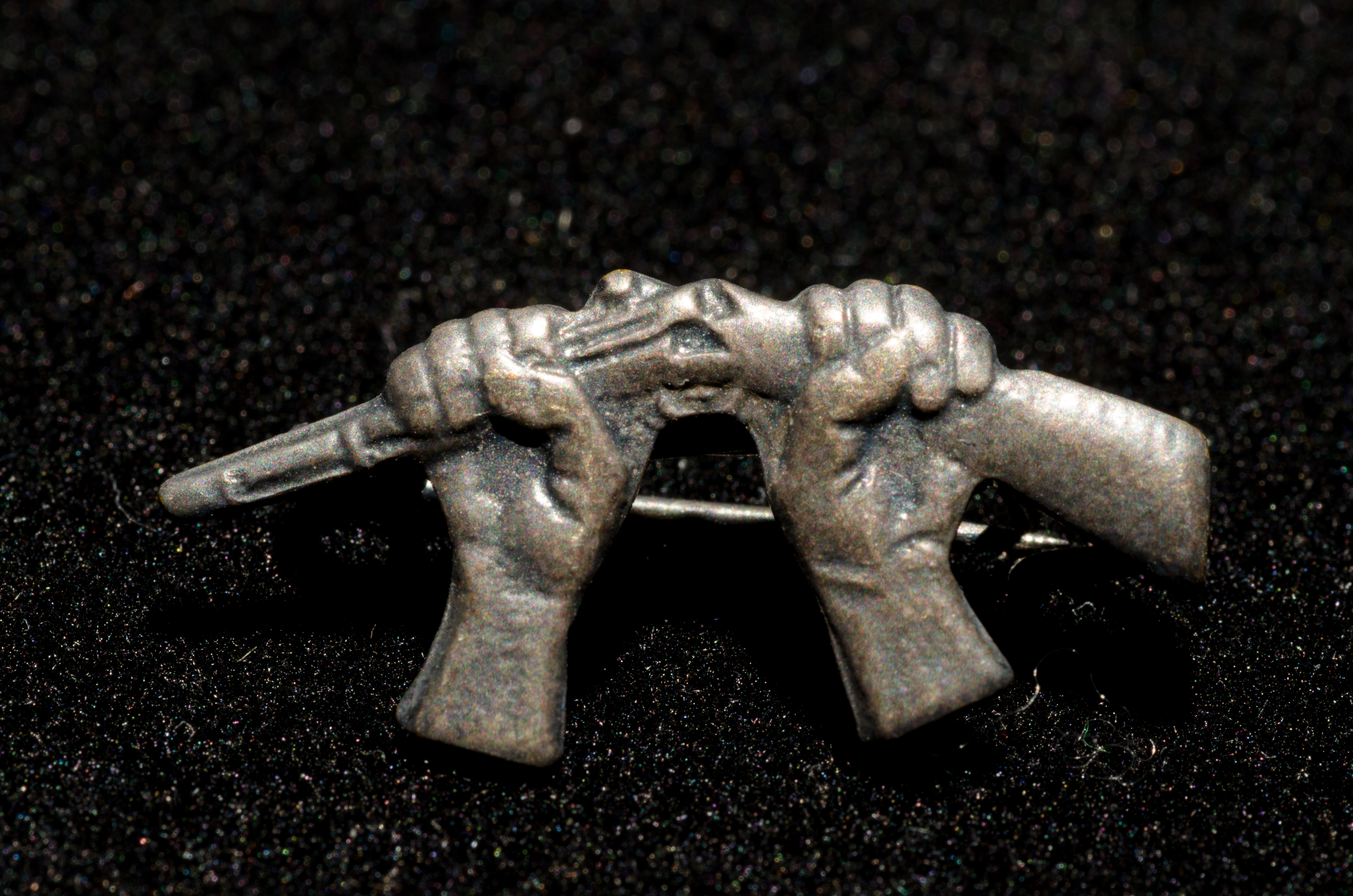
Gebroken geweertje, speldje, plm. 1935

De strijdwijze van de antimilitaristen bleef grotendeels hetzelfde tot aan de Tweede Wereldoorlog. Middels spreekbeurten, pamfletten ("Geen man, geen cent voor het leger"), brochures en congressen werden arbeiders aangezet tot massale stakingen om oorlogsvoorbereidingen te stoppen. Oorlog was niet in het voordeel van de arbeider en diende slechts de belangen van de bourgeoisie. Sterker nog, het was in het nadeel van de arbeider omdat hij zijn leven op het spel zette en dat van zijn broeder aan de overkant van de grens.
De oorlogsvoorbereiding moest worden gestopt door de oproep dat arbeiders moesten weigeren te werken in de wapenindustrie en haar toeleveringsbedrijven. Wetenschappers werden opgeroepen om hun intellectuele arbeid niet in dienst van het militarisme te stellen. (Het uitvinden van nieuwe chemische en biologische massavernietigingswapens.)
Bij het uitbreken van een oorlog moest er worden overgegaan tot dienstweigeren en sabotage. De oorlogsindustrie was het eerste doel voor sabotage, daarna moesten andere economische sectoren volgen die de oorlog konden ondersteunen; zoals transport (spoorwegen), energie en pers (propaganda).
Voorwaarde voor deze acties was wel dat alle arbeiders in alle betrokken landen moesten meedoen. Dat de strategie in de Eerste Wereldoorlog niet lukte werd vooral geweten aan de sociaaldemocraten die gezwicht waren voor het nationalisme en geweigerd hadden hun achterban tot acties op te roepen.
De houding van de antimilitaristen ten opzichte van de Spaanse Burgeroorlog en het opkomend fascisme in Duitsland en Italië in de jaren dertig leidde tot veel discussie. Dit betrof niet zozeer de afkeer van het fascisme (alleen al door de militaristische inslag van het fascisme) maar hoe zich te verzetten tegen deze bewegingen. Sommigen zagen in gewapend verzet het gevaar van verkapt militarisme, omdat gewapend verzet snel zou leiden naar structuren en hiërarchie.

### 1945-1975
Na de Tweede Wereldoorlog veranderde er wat in de vorm van het militarisme. Drie aspecten lagen hieraan ten grondslag. De Verenigde Staten en de Sovjet-Unie waren als de grote overwinnaars uit de strijd gekomen. De Europese staten verloren hun koloniën. En de atoombom was ontwikkeld.
Het militarisme veranderde niet van aard maar nam een groteske vorm aan. Twee machtsblokken ontstonden (NAVO en Warschaupact) onder leiding van twee supermachten die beide beschikten over atoomwapens. Hun militaire kracht was zo toegenomen dat ze elkaar totaal konden vernietigen wat er toe leidde dat hun antagonisme werd verplaatst en uitgevochten in de derde wereld.
De nieuwe onafhankelijke (derdewereld)landen kwamen terecht in de invloedssferen van een van den twee supermachten. Handelsverdragen, wapenleveranties, militaire bijstand, ontwikkelingshulp, alles werd door de Verenigde Staten en de Sovjet-Unie aangewend voor hun machtspolitiek.
Voor de voormalige koloniale mogendheden, de West-Europese landen was een meer bescheiden rol in de wereldpolitiek weggelegd. Nederland verliet haar neutraliteitspolitiek van voor de Tweede Wereldoorlog en sloot zich aan bij de NAVO. Nederland volgt sindsdien de Verenigde Staten.
Het antimilitarisme verandert direct na de Tweede Wereldoorlog sterk van karakter. De grote aanhang van voor de oorlog is verdwenen. De sterke verbondenheid tussen de arbeidersbeweging en het antimilitarisme is weg. Arbeiders richten zich meer op de wederopbouw van Nederland. Er zijn wel de Indië-dienstweigeraars maar de motieven om niet te willen vechten in de politionele acties aldaar zijn meestal van andere dan antimilitaristische aard. Tot aan het einde van de jaren zestig leidt het antimilitarisme een marginaal bestaan. Inhoudelijk keren de antimilitaristen zich tegen de nieuwe NAVO, zijn tegen de politionele acties in Indonesië en veroordelen het stalinisme van de Sovjet-Unie.

### 1975-2020
Begin jaren zestig vinden, in Engeland, de eerste openlijke protesten plaats tegen stationering en gebruik van kernwapens. Niet lang daarna krijgt die navolging in Nederland. De protesten richten zich tegen het kernwapenbeleid van de NAVO in het algemeen maar ook steeds meer tegen de Verenigde Staten in het bijzonder. Langzaam verandert de focus van de protesten. Voor het eerst beginnen jongeren in Europa zich te richten op de VS en haar oorlog in Vietnam. De VS die voorheen krediet kregen voor hun buitenlandbeleid omdat ze de bevrijders van Europa waren komen nu onder vuur te liggen. Voornamelijk van jongeren die immers na de Tweede Wereldoorlog zijn geboren.
Tegelijkertijd ontstaat er een studenten- en jongerenbeweging die genoeg hebben van de sobere jaren vijftig en de wederopbouw met de volgens deze groep verstikkende moraal van gerstepap en spruitjeslucht en elke zondag naar de kerk. Jongeren willen niet meer dat er over hen beslist wordt maar willen zelf beslissen. Individualisme en zelfontplooiing worden steeds belangrijk gevonden. Ze eisen meer democratie en verachten de verzuilde Nederlandse samenleving. Dit leidt tot wat uiteindelijk de opkomst van de nieuwe sociale bewegingen gaat heten. Zoals de vredesbeweging, kraakbeweging, studentenbeweging, vrouwenbeweging, derdewereldbeweging en milieubeweging. Jongeren zien deze bewegingen niet als afzonderlijk en zijn vaak actief in meerdere.
Voor het antimilitarisme betekent deze ontwikkeling dat het een meer activistisch karakter krijgt. Werd voor de oorlog de nadruk gelegd op theorievorming, het uitgeven van boeken en brochures en beïnvloeding van arbeiders door middel van pamfletten en oproepen tot staken bij oorlogsdreiging (ook door de jongeren van die tijd zoals de JVA), nu wordt de directe confrontatie gezocht met de politieke leiding en het leger.
Antimilitarisme wordt meer en meer gezien als het zich afzetten tegen het burgerlijke en volgzame van de samenleving. Dienstweigeren wordt een individualistische daad, een stellingname die aangeeft "Hieraan doe IK niet mee".
De tijd is rijp voor radicalisering. Onkruit wordt in de zomer van 1974 opgericht als praatgroep van ontevredenen over de dienstweigeringsprocedure en erkenningsgronden voor dienstweigeren en kiest vanaf de herfst van 1976 voor directe actie tegen het militarisme. De omslag naar directe actie vond plaats omdat totaalweigeraars allemaal leken te worden veroordeeld, en daarmee onschadelijk gemaakt voor de bestrijding van onrechtvaardig geachte toestanden in de wereld die volgens hen in stand werden gehouden door o.a. de NAVO. Deze insteek komt ook terug bij bewegingen als RaRa en individuele activisten als Kees Koning. In 1975 gaat Ger Pouw dienstweigeren maar hij doet geen beroep op de wet, wetende dat hij toch niet erkend wordt. Hij weigert totaal.
Met totaalweigeren wordt dienstweigeren een actiemiddel, verzet tegen de samenleving met zijn ontoereikende parlementaire democratie met bijbehorende wetgeving. Antimilitarisme als expressie van "jullie samenleving is de onze niet".
De mede-oprichter en bedenker van de naam Onkruit, Willemsen, ontwikkelde vanuit de Emancipatiewerkgroep Dienstweigeren ( E.D.) in 1973 de filosofie van de dienstweigeraar aan de nationale samenleving in diens relatie tot de wereldbevolking. Het ging om een bevrijdingsstrijd tegen discriminatie op grond van nationaliteit. De nationale staat zou met de geclaimde aanspraak op de energie van de burger middels de dienstplicht die burger het recht ontnemen om zélf te bepalen aan wie, met wie, waar, wanneer en hoe tijd en energie wordt gebruikt, al of niet met wapens. Dienstweigeren aan de nationale samenleving werd juist positief geformuleerd als een dienst aan de wereldsamenleving. De dienst duurt het gehele leven vanuit het lidmaatschap van de wereldsamenleving door geboorte. De door Nederland opgelegde dienstplicht werd als niet-legitiem afgewezen, en daarmee ook de vervangende dienst. Totaalweigering was daarmee geen bewuste keuze, maar de consequentie van een filosofie. In 1976 verscheen de brochure "Dienstweigeren als dienst aan een wereldsamenleving". Onkruit ontwikkelde zich echter na twee jaar filosoferen als een beweging die met directe acties streed tegen het militarisme.
Door het opnieuw samengaan van antimilitarisme en dienstweigeren ontstaat het misverstand dat antimilitarisme uitsluitend streed voor de afschaffing van de dienstplicht. Dit was echter niet het geval. Antimilitarisme was altijd gericht tegen het militarisme en staat voor afschaffing van het leger als instituut. Juist antimilitaristen wezen er in discussies over de dienstplicht op dat een leger dat geheel bestond uit vrijwilligers zou leiden tot "een staat in een staat". Door het autoritaire karakter, samen met een strikte hiërarchie, een eigen militaire wetgeving met eigen rechters en gerechtelijke instellingen (zoals de krijgsraad en het Hoog Militair Gerechtshof (HMG)) was het noodzakelijk dat het leger door dienstplichtigen gecontroleerd kon blijven. De dienstplicht zorgde voor een verankering van het leger in de samenleving. Ook werd gewezen op de neiging van het militaire apparaat om de macht naar zich toe te trekken (ze wezen hier naar militaire dictaturen als Chili) en het conformeren van het leger aan de heersende macht.